# آرتسویلر
آرتسویلر (به فرانسوی: Arzviller) یک کمون در فرانسه است که در Canton of Phalsbourg واقع شده‌است.

## خصوصیات
آرتسویلر ۵٫۲۱ کیلومترمربع مساحت و ۵۲۶ نفر جمعیت دارد و ۳۲۰ متر بالاتر از سطح دریا واقع شده‌است.